# فيوليت تويديل
كانت فيوليت تويديل، نيي تشامبرز (1862 - 10 ديسمبر 1936)، كاتبة وشاعرة وروحانية اسكتلندية.
كانت كاتبة غزيرة الإنتاج للقصص القصيرة، التي نُشرت كمختارات وروايات، غالبًا بمواضيع رومانسية أو خارقة للطبيعة. كتبت أكثر من 30 كتابًا حول مواضيع روحية، مثل The Cosmic Christ (1930)، وتم توثيق تجاربها النفسية الشخصية في Ghosts I Have Seen (1920).  بصرف النظر عن إنتاجها الأدبي، كانت فنانة هاوية ومطرزة وعازفة بيانو بارعة. كانت أيضًا خطيبة ماهرة تحدثت عن حقوق العمال. 
كانت توديل لاعبة غولف شغوفة وكانت تُعرف بلقب أفضل لاعبة غولف في منطقتها. 

## أعمال مختارة
- أشباح رأيتها: وتجارب نفسية أخرى (نيويورك: FA Stokes Co. 1919).
- أشباح الفجر (جي لونج ، 1924). مقدمة بقلم آرثر كونان دويل .
- العثور على الموتى وقصص الأشباح الحقيقية الأخرى (هربرت جنكينز، 1928).
- الحزم الناضجة (رايدر، 1927).
- المسيح الكوني (رايدر، 1930).